# 현대 리스타일
현대 리스타일(영어: Re:Style)은 2019년부터 매년 기획되는 현대자동차의 업사이클링 패션 프로젝트다. 

## 개요
현대 리스타일의 명칭은 다시, 새로움을 뜻하는 Re와 패션을 뜻하는 Style의 합성어이다. 매년 친환경 업사이클링 트렌드를 알리기 위해 기획되고 있으며, 글로벌 패션 디자이너 및 업체와 함께 재활용이 힘든 자동차 폐소재와 패션을 접목해 의상을 제작하고 공개하고 있다. 

## 연혁

### 2019년
- 일시: 2019년 9월 6일[1]
- 장소: 뉴욕 맨해튼 퍼블릭 호텔
- 협업: 제로+마리아 코르네호
- 의상: 폐가죽 시트를 활용한 의상 총 15종

### 2020년
- 일시: 2020년 10월 8일[2]
- 협업: 알리기에리, 이엘브이 데님, 퍼블릭 스쿨, 푸시버튼, 리차드 퀸, 로지 애슐린
- 의상: 자동차 안전벨트와 유리를 이용한 목걸이 및 팔찌, 자동차 가죽시트와 데님을 이용한 점프 수트, 에어백과 안전벨트를 이용한 유틸리티 조끼, 에어백을 이용한 코르셋, 자동차 카펫 원단을 이용한 토드백, 에어백 본연의 디테일을 살린 조끼

### 2021년
- 일시: 2021년 10월 14일[3][4]
- 협업: 분더샵, 레클레어
- 의상: 자동차 폐기물 및 아이오닉 5의 리사이클 원사와 바이오 PET 원사를 활용한 자켓, 후드, 바지 등 총 12종

## 같이 보기
- 현대자동차

- 아이오닉 5